# صمصام‌آباد
صمصام‌آباد ، روستایی از توابع بخش مرکزی شهرستان تفت در استان یزد ایران است. این روستا آب و هوای معتدل و کوهستانی دارد و دارای بافت سنتی زیبا از جمله حمام قدیمی قعله دج و مسجد جامع می باشد . همچنین دور تا دور روستا باغات میوه همچون بادام گردو زرد آلو انار توت و شاه توت می باشد.

## جمعیت
این روستا در دهستان نصرآباد قرار دارد و براساس سرشماری مرکز آمار ایران در سال ۱۳۸۵، جمعیت آن ۳۸ نفر (۱۶خانوار) بوده‌است. طی آخرین سرشماری محلی و باتوجه به فرصت تبدیل شدن روستا به منطقه ی سرمایه گذاری و با بازگشت اهالی جمعیت فعلی به ۱۵۳ نفر (۵۹ خانوار) رسیده است .